# 波多黎各債務危機

波多黎各的公共債務分布(2013年)

波多黎各債務危機，是指波多黎各政府因持續累積上升的積欠未還債務，而導致的金融危机。至2015年，波多黎各公共債務的規模已經超過720億美元。波多黎各总督亚历山大·加尔西亚·帕迪利亚公開承認，政府公債佔GDP比率已經超過70%。美國的信用評等機構，已將波多黎各調降至與希臘同級的垃圾級。
波多黎各近年（至2017年）經濟衰退，失業率達11%，更出現人口外流，十年間人口減少約一成。

## 2017年
2017年5月3日，波多黎各向美國法院申請破產保護，初步估計涉及債務多達730億美元，金額遠超2013年的底特律破產事件。